# Lee Yun-yeol
Lee Yun-yeol (이윤열), né le 20 novembre 1984 en Corée du Sud, également connu sous le pseudonyme de « NaDa », est un ancien joueur professionnel du jeu vidéo de stratégie en temps réel StarCraft: Brood War qui poursuit en 2010 sa carrière en participant à des compétitions de StarCraft II: Wings of Liberty.
Cependant le 19 juin 2012 Lee Yun-yeol annonce officiellement sa retraite du monde de la compétition.

## Carrière
Il est connu comme un des joueurs professionnel de StarCraft les plus titrés de tous les temps pour avoir remporté un total de six tournois professionnels majeurs en Corée du Sud incluant trois KPGA Tour (aujourd’hui MBCgame StarLeagues) en 2002 puis trois OnGameNet StarLeagues dans les années qui suivirent. Il a atteint le plus haut score dans le classement de la Korean e-Sports Players Association avant que celle-ci ne revoit sa méthode de calcul des points et il détient le record de la plus longue période passée dans le top 30 de ce classement avec 87 mois consécutifs entre mars 2002 et mai 2009. Ce fut l'un des quatre joueurs ayant obtenu la Golden Mouse, la plus grande récompense de StarCraft Brood War c'est-à-dire de gagner 3 OnGameNet StarLeagues.
Lee Yun-yeol a fait partie de plusieurs équipes professionnelles au cours de sa carrière et a été sponsorisé par de grands groupes comme Pantech,, Samsung ou encore WeMade FOX lui permettant de décrocher des contrats de plus de 200 000 USD par an. Depuis ses débuts sur Starcraft II, il a fait partie de l’équipe Old Generation avant sa fermeture et a été également sponsorisé par SK Gaming pour participer aux compétitions se déroulant en dehors de la Corée du Sud. Il fut également manager de l'équipe coréenne Azubu, qui ferma ses portes fin février 2014.
Peu avant la fermeture de la section StarCraft II d'Azubu il annonça qu'il continuera son chemin de joueur professionnel dans l'équipe Azubu de World of Tanks.

## Palmarès

### StarCraft: Brood War
| Place | Année     | Compétition                               |
| ----- | --------- | ----------------------------------------- |
| 1er   | 2007      | Shinhan Bank OnGameNet Masters            |
| 2e    | 2006-2007 | 3rd ShinHan Bank OnGameNet StarLeague     |
| 1er   | 2006      | 2d ShinHan Bank OnGameNet StarLeague      |
| 3e    | 2005      | BlizzCon Invitational                     |
| 1er   | 2004-2005 | IOPS Ongamenet Starleague                 |
| 2e    | 2004      | You Are the Golf King MBCGame StarLeague  |
| 3e    | 2004      | KT-KTF Premier League                     |
| 2e    | 2004      | HanaFOS CEN Game MBCGame Starleague       |
| 1er   | 2004      | KT-KTF Premiere League Championship       |
| 3e    | 2003      | 2d TGSambo (TriGem) MBCGame Starleague    |
| 2e    | 2003      | Stout MBCGame Starleague                  |
| 2e    | 2003      | GhemTV FindAll Challenger Open Starleague |
| 1er   | 2003      | 1st GhemTV StarLeague                     |
| 1er   | 2002-2003 | Panasonic OnGameNet Starleague            |
| 1er   | 2002      | Baskin Robbins KPGA Tour 4th League       |
| 1er   | 2002      | Pepsi Twist KPGA Tour 3rd League          |
| 1er   | 2002      | Reebok KPGA Tour 2d League                |
| 3e    | 2002      | 1st GhemTV StarLeague                     |